# Fobos-Grunt
Fobos-Grunt (tiếng Nga: Фобос-Грунт, lit. «Phobos-Regolith») là một phi vụ lấy mẫu đất đá mang về Trái Đất từ vệ tinh Phobos, một trong các vệ tinh của Sao Hỏa. Được tài trợ bởi Cơ quan không gian Nga Roscosmos và phát triển bởi NPO Lavochkin và Viện nghiên cứu không gian Nga, Fobos-Grunt trở thành phi vụ liên hành tinh đầu tiên từ sau thất bại của phi vụ Mars 96. Nó cũng là con tàu đầu tiên lấy mẫu đất đá từ một thiên thể hành tinh kể từ phi vụ Luna 24 nhằm lấy mẫu đất đá trên Mặt Trăng kể từ năm 1976. Quá trình phóng bắt đầu lúc 20:16 GMT ngày 8 tháng 11 năm 2011 từ sân bay vũ trụ Baikonur, nhưng con tàu này đã không kích hoạt được động cơ đẩy để thoát khỏi quỹ đạo Trái Đất sau khi được phóng lên.. Nếu kích hoạt được động cơ đẩy, con tàu sẽ đến quỹ đạo Sao Hỏa vào tháng 9 năm 2012, và đáp xuống Phobos vào tháng 2 năm 2013. Thiết bị mang mẫu trở về, chứa khoảng 200 g mẫu đất đá từ Phobos, sẽ trở lại Trái Đất vào tháng 8 năm 2014.
Tàu quỹ đạo Yinghuo-1 bay quanh Sao Hỏa của Trung Quốc cũng được phóng lên bởi tên lửa Zenit-2, cùng với thiết bị "thí nghiệm sự sống trong chuyến bay liên hành tinh" (Living Interplanetary Flight Experiment) được gắn trên Fobos-Grunt do "Hội Hành tinh" (en:Planetary Society) tài trợ.

## Mục đích

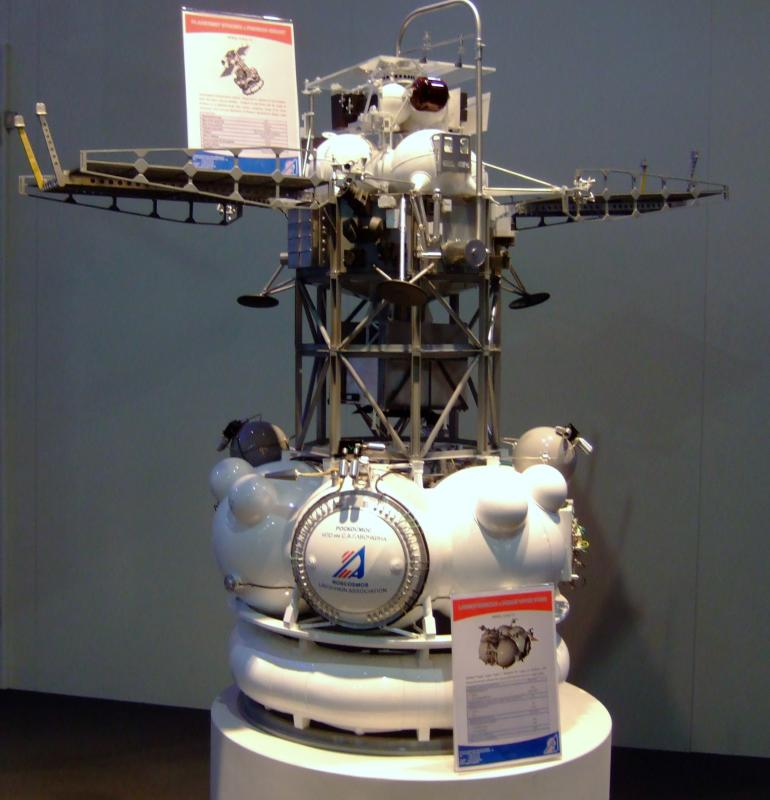
Mô hình Fobos-Grunt trưng bày tại Cebit 2011

Fobos-Grunt là tàu thám hiểm liên hành tinh bao gồm thiết bị đổ bộ nhằm nghiên cứu vệ tinh Phobos và thiết bị lấy mẫu đất đá mang trở lại Trái Đất (khoảng 200 g). Nó quay quanh Sao Hỏa, nghiên cứu bầu khí quyển, bão bụi, plasma và bức xạ.

### Mục tiêu khoa học
- Lấy mẫu đất đá trên Phobos để mang về Trái Đất nhằm nghiên cứu vệ tinh Phobos, nguồn gốc Sao Hỏa;
- Tàu quỹ đạo sẽ nghiên cứu Phobos từ xa (bao gồm phân tích mẫu đất đá);
- Theo dõi hoạt động của khí quyển Sao Hỏa, bao gồm đặc tính động lực của các trận bão bụi;
- Nghiên cứu môi trường không gian quanh Sao Hỏa, bao gồm vành đai bức xạ, plasma và bụi;[5]
- Nghiên cứu nguồn gốc các vệ tinh Sao Hỏa và sự liên hệ với hành tinh này;
- Nghiên cứu vai trò của sự va chạm các tiểu hành tinh lên quá trình hình thành các hành tinh đất đá;
- Nghiên cứu dấu hiệu sự sống sinh học trong quá khứ và hiện tại;[6]
- Nghiên cứu sự tác động của chuyến du hành 3 năm liên hành tinh tới vi sinh vật extremophile đặt trong một hộp nhỏ của thí nghiệm LIFE.[7]